# Vossestrands kommun
Vossestrands kommun (norska: Vossestrand kommune) var en kommun i Hordaland fylke i västra Norge. Kommunen omfattade den norra delen av nuvarande Voss kommun (Oppheims och Vinje socknar). Byn Vasstrondi utgjorde kommunens centralort.

## Administrativ historik
Vossestrands kommun upprättades den 1 januari 1868 genom utbrytning ur Voss kommun. Kommunen hade 2 009 invånare vid upprättandet.
Den 21 augusti 1869, genom kunglig resolution, överfördes ett obebott område från Voss kommun till Vossestrands kommun.
Den 1 januari 1964 gick Vossestrands kommun, tillsammans med en del av Evangers kommun, åter upp i Voss kommun. Kommunens hade då 1 573 invånare.